# 청주 한씨 문정공파 묘역 신도비
청주한씨 문정공파 묘역 신도비(淸州韓氏 文靖公派 墓域 神道碑)는 대한민국 경기도 성남시 분당구 율동에 있는 신도비이다. 1994년 4월 20일 경기도의 문화재자료 제84호로 지정되었다.

## 개요
신도비란 왕이나 고관 등의 평생업적을 기록하여 그의 묘 가까이에 세워두는 것으로, 이 비는 조선 전기의 문신인 문정공 한계희 선생의 공적을 기리고 있다.
한계희(1423∼1482)는 세종 23년(1441) 진사가 되고, 세종 29년(1447) 문과에 급제하여 승문원정자를 시작으로 벼슬길에 올랐다. 특히 세조의 신임을 두터이 받았으며, 예종과 성종 때에는 두차례에 걸쳐 공신이 되어 그 벼슬이 우찬성에까지 올랐다. 조선 전기의 명문가였던 집안배경이 그가 벼슬길에 오르게 되는 큰 힘이 된 것은 사실이나, 그가 지닌 학식과 곧은 성품 역시 그 바탕이 되었고, 주위로 부터도 많은 존경을 받았다. 죽은 후에는 ‘문정’이라는 시호가 내려졌다.
선생의 묘 아래쪽에 자리한 비는 사각받침돌 위로 비몸을 세우고 머릿돌을 올린 모습으로, 조선 전기 당시의 위패 형식을 하고 있다. 받침돌은 윗면에 높직한 연꽃무늬를 둘러 새겼으며, 머릿돌은 연꽃이 엎어져 있는 듯한 모양을 하고 있고, 꼭대기에는 꽃봉오리 모양의 돌이 솟아 머리장식을 하고 있다.
연산군 6년(1500) 즈음에 세운 것으로 추측되며, 그의 친구였던 서거정이 지은 글에, 안침의 글씨로 하여 비문을 새겨 두었다.

## 참고 문헌
- 청주한씨문정공파묘역신도비 - 국가유산청 국가유산포털